# Hemmoor
Hemmoor est une petite ville allemande située au nord du pays, dans l'arrondissement de Cuxhaven du Land de Basse-Saxe.

## Quartiers
- Basbeck
- Warstade
- Hemm
- Westersode
- Alt-Hemmoor
- Heeßel

## Évolution démographique
| Année     | 1987  | 1992  | 1997  | 2002  | 2007  | 2008  | 2009  | 2010  | 2011  |
| --------- | ----- | ----- | ----- | ----- | ----- | ----- | ----- | ----- | ----- |
| Habitants | 7 614 | 7 849 | 8 477 | 8 781 | 8 721 | 8 747 | 8 694 | 8 691 | 8 675 |

## Jumelage
- Couhé (France)
- Swaffham (Royaume-Uni)
- Rüdersdorf (Allemagne)